# Ціхон Антон Михайлович
Антон Михайлович Ціхон (26 травня 1887, село Ольшевські Свенцянського повіту Віленської губернії, тепер Поставського району Вітебської області, Білорусь —  розстріляний 7 березня 1939, місто Москва, Російська Федерація) — радянський діяч, народний комісар праці СРСР, член ЦВК СРСР у 1924—1925 і 1929—1935 роках. Член Центральної контрольної комісії РКП(б) та член Партійної колегії ЦКК РКП(б) у 1923—1924 роках. Член Центральної ревізійної комісії РКП(б) у 1925—1927 роках. Кандидат у члени ЦК ВКП(б) у 1927—1930 роках. Член ЦК ВКП(б) у 1930—1934 роках. Член Бюро і Комісії радянського контролю при РНК СРСР у 1934—1938 роках. Кандидат у члени Організаційного бюро ЦК ВКП(б) з 13 липня 1930 по 26 січня 1934 року.

## Біографія
Народився в бідній селянській родині. У 1899 році закінчив Ясевську волосну сільську школу Свенцянського повіту Віленської губернії.
У квітні 1901 — січні 1904 року — учень токаря приватної механічної кустарної майстерні в Санкт-Петербурзі. У січні 1904 — липні 1905 року — токар чавуномідноливарного механічного і аратурного заводу акціонерного товариства «Лангензіпен і Ко» в Санкт-Петербурзі.
Учасник революції 1905—1907 років. З липня 1905 по серпень 1907 року перебував у в'язниці Санкт-Петербурга за революційну діяльність, був засланий на три роки на батьківщину.
Член РСДРП(б) з травня 1906 року.
З вересня 1907 по грудень 1908 року — адміністративний засланець в селі Ольшевські Свенцянського повіту, працював за наймом у поміщиків.
У січні 1909 — жовтні 1911 року — токар чавуномідноливарного механічного і аратурного заводу акціонерного товариства «Лангензіпен і Ко» в Санкт-Петербурзі.
У листопаді 1911 — жовтні 1917 року — токар ливарного і механічного заводу Гаккенталя в Москві.
У 1917 році обраний депутат Московської ради, член Басманного районного комітету РСДРП(б) Москви.
Учасник жовтневого перевороту 1917 року в Москві. У листопаді 1917 року — член Басманного військово-революційного комітету Москви. Один із організаторів Червоної гвардії Басманного району.
29 вересня 1919 — 22 квітня 1920 року — голова Басманної районної ради міста Москви.
У січні 1920 — березні 1921 року — заступник голови Особливого будівельного комітету міста Москви при Раді праці та оборони РРФСР, голова Комітету державного постачання ВРНГ РРФСР.
У квітні 1921 — січні 1922 року — голова комісії із чистки РКП(б) у місті Ростові-на-Дону.
У лютому 1922 — травні 1923 року — відповідальний секретар Замоскворецького районного комітету РКП(б) міста Москви.
15 лютого — 4 вересня 1923 року — голова Бауманської районної ради міста Москви.
У вересні 1923 — грудні 1924 року — керуючий адміністративної інспекції Центральної контрольної комісії РКП(б) — Народного комісаріату робітничо-селянської інспекції СРСР.
У грудні 1924 — липні 1928 року — відповідальний секретар Бауманського районного комітету РКП(б) (ВКП(б)) міста Москви.
31 травня 1928 — серпень 1930 року — голова ЦК Спілки будівельників.
3 серпня 1930 — 23 червня 1933 року — народний комісар праці СРСР.
У червні 1933 — жовтні 1934 року — голова ЦК Спілки залізничників.
У березні 1934 — жовтні 1935 року — керівник групи водного транспорту Комісії радянського контролю при РНК СРСР.
У листопаді 1935 — серпні 1937 року — уповноважений Комісії радянського контролю при РНК СРСР по Білоруській СРР.
У серпні 1937 — квітні 1938 року — в.о. керівника, керівник сільськогосподарської групи Комісії радянського контролю при РНК СРСР.
27 квітня 1938 переведений «на роботу за спеціальними завданнями» Комісії радянського контролю при РНК СРСР, а 14 липня 1938 року виключений із складу Комісії радянського контролю при РНК СРСР.
21 серпня 1938 року заарештований органами НКВС. Засуджений Воєнною колегією Верховного суду СРСР 7 березня 1939 року до страти, розстріляний того ж дня. Похований на Донському цвинтарі Москви.
25 серпня 1954 року посмертно реабілітований, 1962 року посмертно відновлений у партії.